# PSR B1919+21
PSR B1919+21 è una pulsar con un periodo di rotazione di 1,3373 secondi e una larghezza dell'impulso di 0,04 secondi.
Scoperta il 28 novembre 1967 da Jocelyn Bell Burnell, questa pulsar, la cui designazione originaria era CP 1919 (dove CP sta per Cambridge Pulsar) e che si trova nella costellazione della Volpetta, è stato il primo oggetto astronomico di questo tipo mai scoperto.
La potenza e la regolarità del segnale radio inviato da PSR B1919+21 fecero per un breve periodo pensare che tale segnale fosse in realtà inviato da una qualche civiltà extraterrestre, il che fece anche sì che la sorgente del segnale, che poi si scoprì essere una pulsar, fosse battezzata LGM, e in seguito LGM-1, dalle iniziali di "little green men", ossia "Omini verdi" in inglese.

## Scoperta
Nel 1967, utilizzando il radiotelescopio Interplanetary Scintillation Array dell'osservatorio radioastronomico Mullard, a Cambridge, e dopo la minuziosa osservazione di chilometri di tracce grafiche di dati, Jocelyn Bell Burnell, allora dottoranda presso l'Università di Cambridge, rilevò un segnale radio avente un periodo di 1,337302088331 secondi e una larghezza d'impulso di 0,04 secondi. Il segnale, la cui origine fu individuata a una declinazione di 21° e un'ascensione retta di 19h 19m, aveva una regolarità così vicina alla perfezione da far inizialmente presumere che si trattasse di un qualche rumore di fondo, tuttavia tale ipotesi fu prontamente scartata. Sempre sulla base della sua regolarità, gli scopritori del segnale lo battezzarono scherzosamente "little green men 1" (LGM-1), ipotizzando che avrebbe potuto essere stato inviato da una civiltà extraterrestre, tuttavia ben presto la Bell Burnell escluse tale possibilità dopo aver scoperto un segnale simile proveniente da un'altra parte del cielo.
Risultò quindi che il segnale rilevato era l'emissione radio di una pulsar, poi battezzata CP 1919, e in particolare il primo ad essere riconosciuto come tale. La Bell Burnell si rese anche conto che altri scienziati avrebbero potuto scoprire la stessa pulsar prima di lei, ma che le loro osservazioni erano state ignorate o ritenute inattendibili. Poco dopo l'annuncio della scoperta di questa pulsar, Thomas Gold e Fred Hoyle identificarono la natura di questi oggetti astronomici, comprendendo che essi sono stelle di neutroni in rapida rotazione, ossia oggetti fino ad allora solo ipotizzati.

## Premio Nobel
Quando nel 1974 Antony Hewish, supervisore di dottorato della Bell Burnell, e Martin Ryle ricevettero il Premio Nobel per la fisica in virtù del loro lavoro inerente alla radioastronomia e alle pulsar, Fred Hoyle, famoso collega di Hewish a Cambridge, affermò che, anche in virtù della scoperta di CP 1919, anche Jocelyn Bell Burnell avrebbe dovuto essere tra i destinatari del premio.

## Nella cultura di massa
I Joy Division, noto gruppo post-punk inglese, usarono un'immagine degli impulsi radio emessi da CP 1919 per la copertina del loro album d'esordio Unknown Pleasures, pubblicato nel 1979.
Il compositore e musicista britannico Max Richter ha scritto un pezzo ispirato alla scoperta di CP 1919 intitolato Journey (CP1919).